# Pedralba
Pedralba település Spanyolországban, Valencia tartományban. Pedralba Llíria, Vilamarxant, Cheste és Benaguasil községekkel határos. Lakosainak száma 3124 fő (2024).

## Népesség
A település népessége az utóbbi években az alábbiak szerint változott:
| Lakosok száma | 2190 | 2436 | 2637 | 2831 | 2970 | 2932 | 2785 | 2778 | 2966 | 3124 |
|               | 2001 | 2004 | 2007 | 2009 | 2012 | 2014 | 2017 | 2019 | 2022 | 2024 |